# Malå kyrka

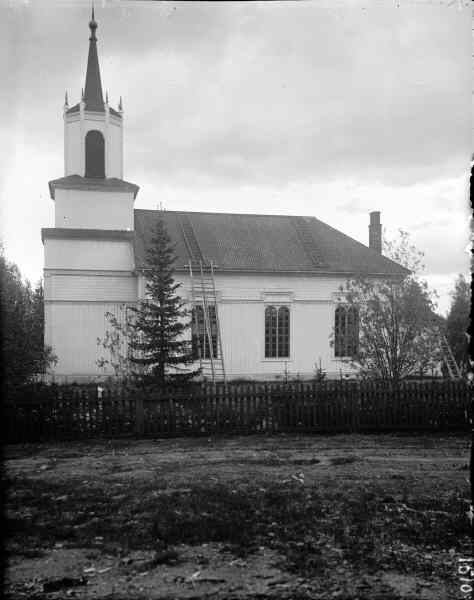
Kyrkan från norr, 1928.

Malå kyrka är en kyrkobyggnad i Malå i landskapet Lappland. Kyrkan tillhör Malå församling i Luleå stift.

## Kyrkobyggnaden
Träkyrkan började uppföras 1850, togs i bruk 1851 och invigdes den 5 september 1852. Inredningen var då den enklast tänkbara.
Kyrkan består av rektangulärt långhus med ett kyrktorn vid västra kortsidan, ett kor vid östra kortsidan och en vidbyggd sakristia öster om koret. Tornet är byggt i tre avsatser med en åttakantigt överbyggnad och en tornspira.
Innertaket har ett lågt trävalv som är indelat i rutor genom påspikade lister.
Kyrkan renoverades första gången 1887 - 1888 och planerna var då att bygga ut den till en korskyrka. Man nöjde sig dock med att rusta upp kyrkan som försågs med ytterpanel och målades. Även kyrkorummet kläddes med panel. Ännu en restaurering genomfördes 1924. Största renoveringen genomfördes 1952 vid kyrkans 100-årsjubileum. Nya bänkar, ny altarring och en ny orgel införskaffades. 1991 tillkom en ny läktarunderbyggnad. En omfattande restaurering genomfördes 2008.
I församlingshemmet intill pryder Torsten Nordbergs målning från 1950 samlingssalen.
Idag ligger det även ett pokémon go-gym på denna plats.

## Inventarier
- Altartavlan är målad av norrlandskonstnären Albin Blomstergren och anskaffades omkring år 1865. Tavlan är en kopia av den altartavla som Fredric Westin målade 1823 för Kungsholms kyrka i Stockholm.
- Altarringen snidades 1851.
- En rund predikstol med enkla ornament är tillverkad av Per Erik Lundmark i Brännträsk.
- Ljusstakarna som finns framme vid altaret 2021 är svarvade av kyrkoherde August Björzen sent 1800-tal.

### Orgel
- 1850 bygger Olof Andersson, Norsjö en orgel med 6 stämmor.
- ca 1890 bygger Nils Oskar Alm, Boden en orgel med 6 stämmor, en manual och pedal.
- Den nuvarande orgeln är byggd 1954 av Grönlunds Orgelbyggeri, Gammelstad och är en mekanisk orgel. Fasaden är från 1890 års orgel.

| Huvudverk I   | Svällverk II      | Pedal      | Koppel |
| Principal 8'  | Rörflöjt 8'       | Subbas 16´ | I/P    |
| Gedackt 8'    | Blockflöjt 4'     | Oktava 4´  | II/P   |
| Oktava 4'     | Kvinta 2 2/3'     |            | II/I   |
| Spetsflöjt 2' | Principal 2'      |            |        |
| Mixtur IV     | Scharf III        |            |        |
|               | Dulcian 16'       |            |        |
|               | Tremulant         |            |        |
|               | Crescendosvällare |            |        |

### Webbkällor
- Malå församling
- anläggningspresentation